# Tenente di vascello
Tenente di vascello è un grado in molte marine militari mondiali. Il nome deriva dalla tipologia maggiore di nave da guerra a partire dal XVII secolo: il vascello.

Fregio da berretto rigido per ufficiali della Marina Militare, si noti lo sfondo blu sotto la torre e nell'ovale dell'ancoretta

Generalmente è il più alto grado tra gli ufficiali inferiori.
Il grado nelle marine militari che lo adottano è omologo al capitano dell'esercito e dell'aeronautica.
Nella Royal Canadian Navy vigendo il bilinguismo la denominazione del grado è Lieutenant in inglese e Lieutenant de vaisseau (Tenente di vascello) in francese.

## Italia
Nella Marina Militare Italiana Tenente di vascello (T.V.) è il terzo nella scala gerarchica degli ufficiali inferiori della Marina Militare, superiore a quello di sottotenente di vascello ma inferiore a quello di capitano di corvetta ed equivalente al grado di capitano dell'Esercito, dell'Aeronautica Militare, dell'Arma dei Carabinieri e della Guardia di Finanza. 

Il distintivo per paramano dell'uniforme da servizio invernale della Marina Militare Italiana
Il distintivo per controspallina delle uniformi ordinaria e di servizio estiva della Marina Militare Italiana

### Regia Marina
Nella Regia Marina dal 1861 al 1888 vi erano i gradi di luogotenente di vascello di 1ª classe e luogotenente di vascello di 2ª classe. Nel 1888 i gradi sono stati unificati nel grado di luogotenente di vascello, rimasto in vigore fino al 1904, quando è stato sostituito con il grado di tenente di vascello.

### Primo tenente di vascello
Per i tenenti di vascello della Marina Militare italiana che permangono per molto tempo nel rango è prevista l'attribuzione della qualifica (non un grado) di primo tenente di vascello, attribuita ai tenenti di vascello dopo 12 anni di anzianità; tale qualifica da decenni è caduta in disuso fra l'organico del personale in servizio permanente ed equivale a quella di primo capitano dell'Esercito Italiano e dell'Aeronautica Militare.

Distintivo per paramano e tubolari dell'uniforme operativa
Distintivo per controspallina

## Stati Uniti d'America, Regno Unito e Commonwealth
Il grado di Lieutenant (Letteralmente Luogotenente, corrispondente a quello di tenente di vascello come da convenzioni STANAG della NATO) è un grado militare della Marina militare del Regno Unito e delle marine degli stati del Commonwealth e negli Stati Uniti della Marina militare e della Guardia costiera. Esso corrisponde al grado della Marina Militare italiana di tenente di vascello (ovvero a quello di capitano dell'Esercito e nell'Aeronautica, captain dell'Esercito americano e nel Corpo dei Marine). Il grado è superiore a quello di lieutenant jr. grade, equivalente nella Marina italiana a sottotenente di vascello, ossia il tenente nelle altre FF.AA. e inferiore a quello di lieutenant commander'', corrispondente al capitano di corvetta della Marina italiana e al maggiore degli eserciti/aeronautiche.

### Storia
Almeno dal 1580 il Lieutenant su una nave era stato l'ufficiale immediatamente subordinato al Captain. Prima della Restaurazione inglese, i Lieutenant erano nominati dai loro Captains, e ciò portò inevitabilmente ad abusi e alla diffusa nomina di uomini di scarsa qualificazione. Nel 1677, Samuel Pepys, mentre era segretario capo dell'Ammiragliato, introdusse il primo esame per Lieutenant, e successivamente la loro anzianità fu datata dal superamento di questo esame.
Il Lieutenant era numerato in base alla sua anzianità all'interno della nave su cui prestava servizio, in modo che una fregata (che aveva diritto a tre Lieutenants) avrebbe avuto un primo, un secondo e un terzo Lieutenant. Una nave di prim'ordine ne aveva diritto a sei, ed erano numerati di conseguenza. All'inizio, un incarico di luogotenente veniva Assegnato solo per la particolare nave in cui prestava servizio, ma successivamente la Royal Navy cambiò la sua politica e ai luogotenenti furono assegnate compiti più generali dopo il superamento dell'esame.
Con l'introduzione dei gradi di Commander, Lieutenant commander e sottotenente, il grado è oggi l'equivalente di un capitano dell'esercito.

Distintivo per paramano dell'uniforme ordinaria invernale, la controspallina estiva e il fregio da colletto della US Navy
Distintivo per paramano dell'uniforme ordinaria invernale;  controspallina estiva e fregio da colletto della US Coast Guard
Distintivo di grado per paramano dell'uniforme ordinaria invernale della Royal Navy

## Paesi Bassi
Nella Koninklijke Marine il grado omologo è Luitenant ter zee der 2de klasse oudste categorie (letteralmente "Tenente di 2ª classe categoria maggiore"), omologo nelle altre Forze armate dei Paesi Bassi al grado di capitano (lingua olandese: Kapitein) tranne che nell'arma di cavalleria dell'esercito dove il grado omologo è Ritmeester. Nei Korps Mariniers, la fanteria di marina olandese, pur facendo parte della Koninklijke Marine, i gradi sono uguali a quelli delle altre forze armate e il grado, come nelle altre forze armate olandesi è Kapitein.

## Polonia
Nella Marina polacca il grado omologo è Kapitan marynarki (letteralmente "capitano di marina") inferiore al Komandor podporucznik (comandante sottotenente).

## Portogallo e Brasile
Nella Marina portoghese è primo tenente, mentre nella Marinha do Brasil il grado omologo è Capitano tenente.

## Spagna e America Latina
Nell'Armada spagnola e nella maggior parte delle marine latinoamericane di lingua spagnola il grado omologo è teniente de navío; nella Armada de Chile e nella Marina de Guerra del Perú il grado equivalente è Teniente primero.

## Russia
Nella Marina militare della Russia il grado omologo è Capitano tenente.
Il grado di capitano tenente è usato anche in alcune marine di paesi slavofoni ed ex sovietici. Nella Marina Ucraina il grado è Kapitan-leitenant, nella Marina bulgara: kapitan-lejtenant, nella Marina lettone: kapteiņleitnants e nella Marina lituana: Kapitonas leitenantas, gradi omologhi del tenente di vascello della Marina Militare Italiana. Nella marina militare dell'Estonia il grado di kaptenleitnant corrisponde al commander della US Navy e della Royal Navy e al capitano di fregata della Marina Militare. Il grado è di fatto nella gerarchia militare della marina estone che fino a qualche anno fa era il secondo più alto essendo il comandante in capo della marina estone un mereväekapten, omologo del capitano di vascello della Marina Militare Italiana, mentre adesso a ricoprire la carica è un commodoro.

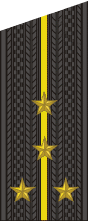
Капитан-лейтенант kapitan-lejtenant (Russia)
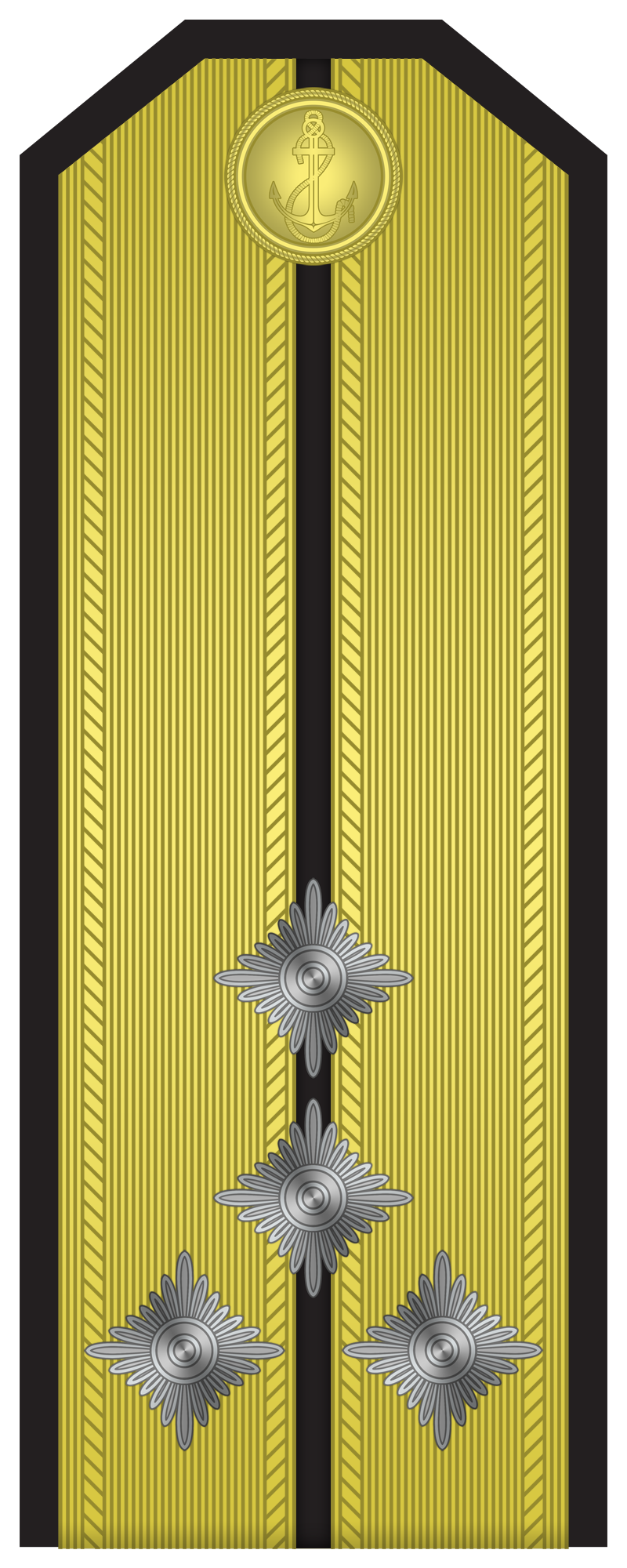
Капитан-лейтенант kapitan-lejtenant (Bulgaria)
Kaptenleitnant (Estonia)
kapteiņleitnants (Lettonia)
Kapitonas leitenantas (Ltuania)
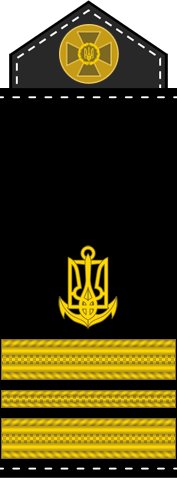
Капітан-лейтенант kapitan-lejtenant (Ucraina)